# Муфаса: Король Лев
«Муфаса: Король Лев» (англ. Mufasa: The Lion King) — американський комп'ютерно-анімаційний музичний драматичний фільм, знятий Баррі Дженкінсом, спродюсований Марком Церьяком і Аделем Романські, написаний Джеффом Натансоном і знятий студією Walt Disney Pictures. Це продовження і приквел до ремейку мультфільму «Король Лев».

## Сюжет
Фільм продовжить сюжет першого фільму. Сімба є королем і хоче, щоб його левеня пішло його стопами. Рафікі, Тімон і Пумба розповідатимуть йому історію Муфаси і про те, як він мав не дуже добрі стосунки зі своїм братом Такою (Шрамом).

## Ролі озвучували
| Персонаж    | Актор                     |
| ----------- | ------------------------- |
| Муфаса      | Аарон П'єр                |
| Сарабі      | Тіффані Бун               |
| Така (Шрам) | Кельвін Гаррісон-молодший |
| Пумба       | Сет Роґен                 |
| Тімон       | Біллі Айкнер              |
| Рафікі      | Джон Кані                 |
| Кіара       | Блу Айві Картер           |
| Кірос       | Мадс Міккельсен           |

### Український дубляж
Режисерка дубляжу – Анна Пащенко, переклад діалогів – Олег Колесніков, переклад пісень – Роман Дяченко та Анна Пащенко, звукорежисери – Андрій Славінський та Богдан Єрьоменко, звукорежисерка перезапису – Олена Лапіна, музичний продюсер – Іван Давиденко, менеджерка проєкту – Аліна Гаєвська. 
Студія дубляжу – Le Doyen Studio, мікс-студія – Shepperton International. Творчі керівники: Dominika Kotarba, Jarek Wojcik.
- Муфаса –  Максим Самчик (діалоги), Кирило Каплуновський (вокал),
- Така – Вʼячеслав Хостікоєв,
- Рафікі – Вʼячеслав Глушенко,
- Сарабі – Марія Корогодська (діалоги), Анастасія Міляєва (вокал),
- Кірос – Олександр Форманчук,
- Молодий Рафікі – Дмитро Рассказов (Тварковський),
- Така (юний) – Микита Новак,
- Муфаса (юний) – Данило Остапчук,
- Пумба – Назар Задніпровський,
- Тімон – Павло Скороходько,
- Зазу – Вʼячеслав Довженко,
- Обасі – Дмитро Рибалевський,
- Еше – Олена Узлюк,
- Афія – Наталія Сівкова,
- Кіара – Валерія Мялковська,
- Сімба – Іван Розін,
- Масеґо – Петро Сова,
- Нала – Катерина Дягель,
- малий Муфаса – Данило Остапчук,
- малий Така – Микита Новак,
- Амара – Леся Островська,
- Акуа – Катерина Буцька,
- Джунія/Сарафіна – Ілона Бойко,
- Зала – Антон Кобилко,
- Чіґару – Юрій Кудрявець,
- Мозі – Роман Молодій,
- Інакі/Азібо – Кирило Сузанський.

А також: Тетяна Татарченко, Дарʼя Пилипенко, Олександр Ленченко, Микола Парадовський, Кіра Сівкова, Лев Сівков, Роман Болдузєв, Євген Анишко, Едуард Кіхтенко, Вʼячеслав Дудко, Олег Грищенко, Надія Хільська, Майя Ведернікова, Аліна Проценко та інші.
Пісні

«Я завжди мріяв про брата»

Музика Ліна-Мануеля Міранди та Ніколаса Брітелла

Оригінальний текст Ліна-Мануеля Міранди

Продюсери: Марк Манчіна та Лін-Мануель Міранда

Виконують: Данило Остапчук, Микита Новак, Кирило Каплуновський, Вʼячеслав Хостікоєв.

«Мілеле»

Музика та оригінальний текст Ліна-Мануеля Міранди 

Додаткові хорові африканські партії – Лебо М
Продюсери: Марк Манчіна та Лін-Мануель Міранда

Виконують: Наталія Сівкова та Петро Сова.
«Бувай»

Музика та оригінальний текст Ліна-Мануеля Міранди 

Продюсери: Марк Манчіна, Лін-Мануель Міранда та Дейв Мецґер

Виконують: Олександр Форманчук, Вероніка Дорош та Олена Левченко.
«У путь рушай із добрим другом»

Музика та оригінальний текст Ліна-Мануеля Міранди 

Додаткові хорові африканські партії – Лебо М
Продюсери: Марк Манчіна та Лін-Мануель Міранда

Виконують: Кирило Каплуновський, Вʼячеслав Хостікоєв, Анастасія Міляєва, Вʼячеслав Довженко, Дмитро Рассказов.
«Давно я жду»

Музика та оригінальний текст Ліна-Мануеля Міранди 

Продюсери: Марк Манчіна та Лін-Мануель Міранда

Виконують: Кирило Каплуновський та Анастасія Міляєва.
«Більше нема в мене брата»

Музика та оригінальний текст Ліна-Мануеля Міранди 

Продюсери: Марк Манчіна та Лін-Мануель Міранда

Виконує: Вʼячеслав Хостікоєв.

## Виробництво

### Розробка
Фільм був офіційно анонсований Deadline Hollywood 29 вересня 2020 року. Повідомлялося, що Баррі Дженкінс буде режисером, Джефф Натансон знову буде сценаристом, а Адель Романські та Марк Цер'як будуть продюсерами. Історія сиквела розширить міфологію франшизи і досліджує походження Муфаси, все ще показуючи пригоду, дія якої відбувається в теперішньому, подібно до фільму «Хрещений батько 2».
8 травня 2021 року було оголошено, що робочою назвою фільму було «Wonderwall». Також було оголошено, що виробництво фільму офіційно розпочнеться у Лос-Анджелесі 6 вересня 2021. 9 вересня 2022 року на D23 було оголошено, що фільм називатиметься «Муфаса: Король Лев». Також на D23 Дженкінс повідомив, що у фільмі будуть представлені молоді версії Тімона, Пумби та Рафікі.

### Кастинг
8 травня 2021 року було оголошено, що Disney проводить кастинг акторів, щоб зіграти молодих Муфасу та Шрама. Крім того, було виявлено, що до акторського складу буде додано сім нових персонажів: Ада, Гораціо, Елайджа, Селія, Калібан, Карді та Зола. 26 серпня 2021 року було оголошено, що Аарон П'єр був обраний на роль молодого Муфаси, тоді як Кельвін Харрісон-молодший отримав роль молодого Такі. На D23, 9 вересня 2022 року, з'ясувалося, що Біллі Айкнер, Сет Роґен та Джон Кані повторять свої ролі Тімона, Пумби та Рафіки відповідно.

### Візуальні ефекти
9 грудня 2020 року компанія MPC Film оголосила, що вона повернеться, щоб надати візуальні ефекти для фільму.

### Музика
10 грудня 2020 року було оголошено, що саундтрек до фільму буде написаний Хансом Циммером, Фарреллом Вільямсом та Ніколасом Брітеллом.

## Реліз
У вересні 2022 року оголосили, що прем'єра фільму відбудеться 5 липня 2024 року. В США та Україні фільм випустили 19 грудня 2024 року.